# 個人所得
在經濟學，個人所得（Personal income）為國民所得分配到個人手中之前，在應扣除或應加入實際所獲得的所得總額。
在計算個人所得時，雖不屬於生產的報酬，而確為個人所獲得，應予以加入。其中最重要者，即為政府的移轉支付，例如國民年金、養老津貼，及社會安全制度下的補償支付，如失業救濟金、傷殘補助等。另外企業間獲得移轉支付，如獎學金、學術獎金等均屬之。
在實行社會安全制度的地區，須扣除社會安全稅及公司所得稅；並應加入政府移轉支付，如各種社會安全的給付，退休年金等，並包括政府為公債所支付之利息與企業對個人的移轉支付等。
在實施直接稅的國家，應減去其個人繳納所得稅與企業所得稅或利潤稅。

## 外部連結
- 100年臺灣地區個人所得分配概況（页面存档备份，存于）